# 轮台县
轮台县（維吾爾語：بۈگۈر ناھىيىسى‎，羅馬化：Bükher siyan），是中国新疆维吾尔自治区巴音郭楞蒙古自治州所辖的一个县。总面积为14189平方公里，常住人口約14万人，县人民政府駐轮台镇。

## 历史
西汉时，此地为轮台国，又称仑头。汉攻大宛之战中，李廣利灭轮台国。汉武帝曾下輪台罪己詔。轮台国灭亡后，此地称烏壘（乌垒城）。汉宣帝时，为西域都护府治所。今县境内的奎玉克协海尔古城遗址、卓尔库特古城遗址，被认为是汉轮台城或乌垒城所在。在塔里木胡杨林国家森林公园东部有西汉墓葬。
640年，唐朝政府在天山北麓设置庭州，下辖轮台县。唐轮台县县城一说是乌鲁木齐市天山区的乌拉泊古城，一说是昌吉回族自治州昌吉市的昌吉古城遗址。与汉轮台、今轮台县无关。
清朝初年，此地属卫拉特蒙古准噶尔部建立的准噶尔汗国。晚清时，设轮台县，属新疆省。

## 行政区划
轮台县下辖4个镇、7个乡：
轮台镇、轮南镇、群巴克镇、阳霞镇、哈尔巴克乡、野云沟乡、阿克萨来乡、塔尔拉克乡、草湖乡、铁热克巴扎乡和策达雅乡。

## 人口
2020年末，根據全國第七次人口普查數據顯示：全县常住人口为137327人。

## 地理
境内有迪那河，迪那河位于新疆轮台县西部，南北流向。其西方是库车河。发源于霍拉山脉。轮台迪那尔河"五一"水库附近活动断裂，是地质学重视的。轮台县城就在迪那尔河冲洪积平原。该河全长95千米，集水面积约1615平方千米，年均径流量约为3.19亿立方米。根据迪那河水文站测定，该河夏季富水期径流量占全年的67.8%，冬季枯水期径流量占全年的2%。

## 交通
- 314国道过境。